# Marco Conti (politico sammarinese)
Marco Conti (Rimini, 14 aprile 1969) è un politico sammarinese.

## Biografia
Nato a Rimini ma cresciuto a Coriano dove frequenta le scuole elementari e medie, si diploma come perito meccanico presso l’I.T.I.S. Leonardo Da Vinci di Rimini e poi si laurea in ingegneria meccanica all'Università di Bologna. È iscritto all’Albo degli Ingegneri di Rimini.
Dal 1995 al 2009 dirige l'Ufficio Registro Automezzi, dal 2002 al 2005 è stato Coordinatore Affari Interni e Protezione Civile e dal marzo 2009 è direttore generale dell'Autorità per l'Aviazione Civile e la Navigazione Marittima e dal 2015 anche dell'Autorità per l'Omologazione. 
Nel 2010, per il mandato aprile-ottobre riveste la massima carica dello Stato Sammarinese, venendo eletto Capitano Reggente insieme a Glauco Sansovini. 
Comincia l'attività politica nel 1992 iscrivendosi al Partito Democratico Cristiano Sammarinese e nel 2006 viene eletto al Consiglio Grande e Generale. È stato presidente della Scuola Calcio Faetano.
Padre di due figli, Marco ha origini di Ca' Chiavello.
Tra gli sport che pratica ci sono lo sci, lo scuba-diving, la corsa. In passato ha giocato a calcio a buoni livelli nelle squadre del suo territorio, ha ricoperto vari ruoli cominciando dal ruolo di ala sinistra fino a terminare la carriera nel reparto difensivo.
È tifoso della Juventus.